# Кудирявці
Кудиря́вці — село в Україні, у Буській міській громаді, Золочівського району, Львівської області. До 2020 року Кудирявці разом з селами Дунів, Новосілки та Лісок підпорядковувалися Новосілківській сільській раді, нині орган місцевого самоврядування — Буська міська громада. Населення становить 317 осіб.

## Географія
Село Новосілки розташоване за 49 км від обласного центру, за 37 км від районного центру та 16 км від адміністративного центру міської громади, що проходить почасти шляхом E40. За 5 км знаходиться найближчий пасажирський залізничний зупинний пункт Куткір Львівської дирекції Львівської залізниці. Через село тече річка Думниця. 
Вулиці
В Кудирявцях налічується 2 вулиці.
- Кінцева
- Сонячна

## Населення
1881 року в Кудирявцях мешкало 585 осіб, на січень 1939 року — 990 осіб, з них: 740 українців, 10 поляків, 220 латинників та 20 юдеїв. За даними всеукраїнського перепису населення 2001 року в селі Ланерівка мешкало 317 осіб.
Мова
Розподіл населення за рідною мовою за даними перепису 2001 року був наступним:
| українська | 316 | 99,68 |
| російська  | 1   | 0,32  |

## Історія
Перша письмова згадка про Кудирявці датується 1498 роком, згадується також 1506 року.

## Пам'ятки, визначні місця

### Церква Святого Великомученика Димитрія
Церква збудована у 1863 році, за інформацією поданою у шематизмах — 1864 або 1865 році, майстром Іваном Васенком. Про це свідчить різьблений напис на надпоріжнику західного порталу церкви: «Заснований фундамент храму 27 Квітня 1863 Майстер Іван Васенько за панованя Франца Іосифа кесаря Австрії і при допомозі благородного Тита Кеяновського за задумом преподобного Іоана Грабянки».
Стоїть на маленькій рівній ділянці у західній частині села, біля дороги і забудови. Невелика тризрубна одноверха. Квадратова в плані нава завершена шоломовою банею з ліхтарем і маківкою на низькому світловому восьмерику. Зі сходу до нави прилягає вужчий квадратовий вівтар з ризницями при північній та південній стінах, а з заходу — також вужчий бабинець з прибудованим рівношироким присінком. Церква оточена широким піддашшям. Стіни будівлі шальовані вертикально дошками. 
На північний захід від церкви розташована дерев'яна двоярусна квадратова в плані дзвіниця, внизу по периметру захищена дашком, накрита пірамідальним наметовим дахом.
Відомо, що у 1937 році з благословення о. Івана Татомира заклали фундамент нової церкви. У вересні 1939 року прийшла радянська влада та було конфісковано зібрані будматеріали, з яких пізніше збудували сільський клуб. По війні церква діяла до 1957 року, потім її закрили. Богослужіння відновили у 1989 році. Нині церква в користуванні релігійної громади УГКЦ парафії Святого Великомученика Димитрія.
8 листопада 2013 року відзначили 150-ту річницю побудови церкви святого великомученика Димитрія та відбулося нагородження настоятеля парафії о. Дмитра Цюпки наперсним хрестом золотого кольору.

### Каплиця
Католики латинського обряду села спочатку належали до парафії святого Станіслава у Буську, проте пізніше перейшли до новоствореної парафії Святого Хреста у Новому Милятині. 1892 року у Кудирявцях було відкрито фундовану місцевими власниками Титусом та Анелею Кєляновськими охоронку (виховний заклад для дітей) заснованого ще 1850 року нині блаженним Едмундом Бояновським згромадження Сестер Служебниць Пресвятої Діви Марії (старовєських).
Вперше цей заклад згадується у шематизмах Львівської архідієцезії лише 1899 року, а від 1904 року разом із ним подається також громадська (публічна) каплиця, яка аж 1936 року датується 1896 роком. Швидше за все, цього, 1896 року до будинку охоронки черниць у тій частині, де була їхня капличка, було добудовано пресбітерій, і утворена таким чином святиня стала громадською. Принаймні, від 1908 року у цьому храмі новомилятинські душпастирі звершували богослужіння раз на тиждень. Відомо, що 21 травня 1927 року заклад служебниць та каплицю відвідав архієпископ Болеслав Твардовський. Наприкінці 1930-х років чисельність вірних у Кудирявцях (разом із присілком Дунів, яке нині є окремим селом) перевищила 220 осіб. Нині як будинок колишнього виховного чернечого закладу у Кудирявцях, так і колишня римсько-католицька каплиця перебувають у занедбаному стані.